# 德賴山 (伊利諾伊州)
德賴山（英語：Dry Hill）是位於美國伊利諾伊州傑克遜縣的一個非建制地區。該地的面積和人口皆未知。

## 地理
德賴山的座標為37°42′02″N 89°33′12″W / 37.70056°N 89.55333°W，而該地的平均海拔高度為221米（即725英尺）。